# جونيور كوجلان
جونيور كوجلان (بالإنجليزية: Junior Coghlan)‏ مواليد 15 مارس 1916 في نيو هيفن، الولايات المتحدة - الوفاة 7 سبتمبر 2009 في كاليفورنيا، الولايات المتحدة، هو ممثل أمريكي بدأ مسيرته الفنية سنة 1920. شارك في قرابة 129 فيلما. امتدت مسيرته الفنية لأكثر من 49 عاما.

## الأعمال
- ذهب مع الريح
- حصى الرمال

## روابط خارجية
- جونيور كوجلان على موقع IMDb (الإنجليزية)
- جونيور كوجلان على موقع ألو سيني (الفرنسية)
- جونيور كوجلان على موقع أول موفي (الإنجليزية)
- جونيور كوجلان على موقع قاعدة بيانات الأفلام السويدية (السويدية)
- جونيور كوجلان على موقع قاعدة بيانات الفيلم (الإنجليزية)
- جونيور كوجلان على موقع كينوبويسك (الروسية)